# 第3回日劇學院賞
←第2回 - 第3回 - 第4回→
第3回日劇學院賞，為針對1994年10月到12月在日本播出的秋季檔連續劇之投票與評比。此季由描寫三位同居男女的《29歲的聖誕節》獲得最優秀作品賞。真田廣之和和久井映見分別以《援助愛情》和《東京仙履奇緣》獲得最佳男女主角獎；岸谷五朗亦以《東京仙履奇緣》獲得最佳男配角獎（岸谷五朗在讀者票、記者票、評審票三項皆第一）。

## 最優秀作品賞
《29歲的聖誕節》

## 演技類

### 主演男優賞
真田廣之（《援助愛情》）

### 主演女優賞
和久井映見（《東京仙履奇緣》）

### 助演男優賞
岸谷五朗（《東京仙履奇緣》）

### 助演女優賞
鶴田真由（《東京仙履奇緣》）

### 新人賞
井出薫（《東京大學物語》）

## 製作類

### 服裝造型賞
木村拓哉（《青春無悔》）

### 攝影賞
《青春無悔》

### 編劇賞
鎌田敏夫（《29歲的聖誕節》）

### 導演賞
鈴木雅之、星田良子（《29歲的聖誕節》）

### 卡司賞
《青春無悔》

### 片頭賞
生野慈朗（《援助愛情》）

### 主題曲賞
Mr.Children〈Tomorrow Never Knows〉（《青春無悔》）

## 特別賞
《東京大學物語》函館外景地的演出效果